# Rellen in Frankrijk 2005

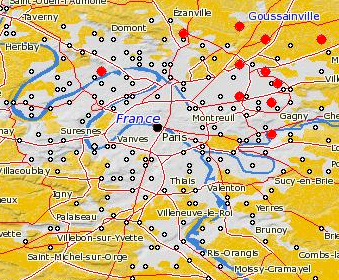
Locaties van de rellen op 4 november 2005

De  rellen in Frankrijk in 2005 waren gewelddadige confrontaties tussen honderden van origine Afrikaanse jongeren en de Franse politie. Ze begonnen op 27 oktober 2005 in Clichy-sous-Bois, een randgemeente van Parijs, en verspreidden zich later over heel Frankrijk. Na drie weken, waarin de noodtoestand werd afgekondigd, nam het geweld weer af. Als mogelijke oorzaak voor het ontstaan van deze rellen wordt de slechte sociaaleconomische situatie van deze jongeren genoemd.

## Aanleiding
De aanleiding voor de rellen was de dood van twee jongeren, Bouna en Zied, in Clichy-sous-Bois, een randgemeente van Parijs. Zij werden geëlektrocuteerd toen zij zich in een elektriciteitscabine verborgen zouden hebben voor de politie. Een derde jongeman werd zwaar verbrand afgevoerd. Onmiddellijk braken de eerste onlusten los in deze randgemeente, nadat sommige jongeren de politie beschuldigden van dood door schuld.
De tweede aanleiding was de uitspraak van Nicolas Sarkozy: 'We zullen dit tuig eens van de straat vegen.' De rellen breidden zich snel uit naar andere zones van de stad Parijs, en naar andere steden. Brandweermannen die kwamen blussen werden aangevallen en weggejaagd. Een traangasgranaat kwam terecht in een moskee, waardoor de situatie verergerde.

## Geweldsincidenten
In de nacht van 2 op 3 november werden in Seine-Saint-Denis 177 voertuigen in brand gestoken en er werden 4 kogels op de politie afgevuurd.
In de nacht van 3 op 4 november werd een molotovcocktail in een autobus gegooid waarin een invalide vrouw zat. Deze raakte hierdoor ernstig gewond.

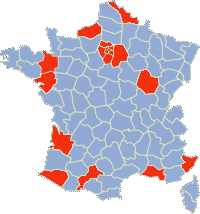
Rellen in Frankrijk 4-5 november 2005

Tussen 4 en 5 november waren er ook rellen in andere steden, zoals Rijsel, Rennes en Toulouse. In totaal werden 897 auto's in brand gestoken.

Op 6 november rolde de Franse politie een molotovcocktailfabriek op. Ook buiten de banlieus werden hier en daar in Parijs auto's in brand gestoken. 

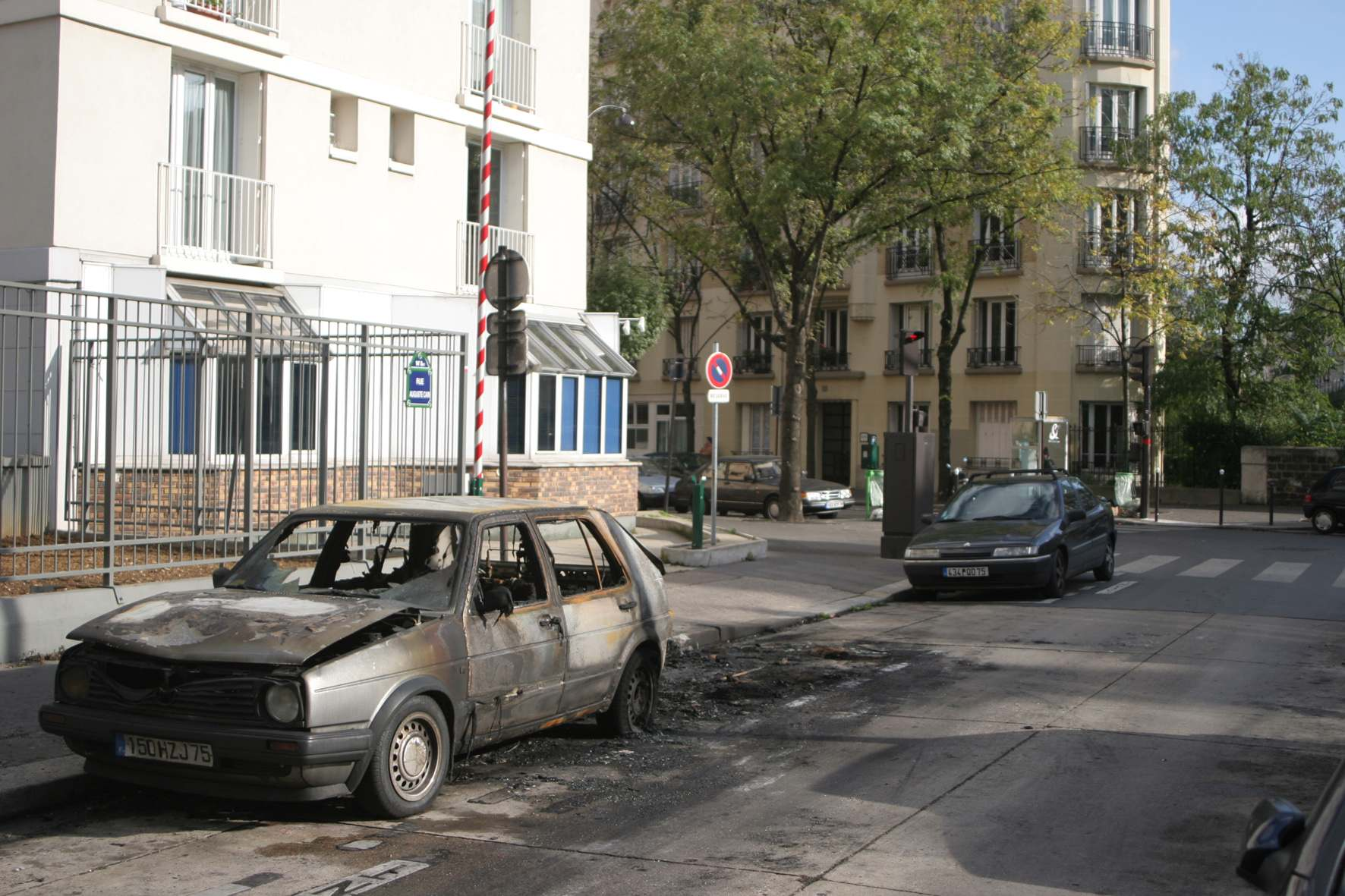
Wrak van een op 7 november 2005 in brand gestoken auto in het 14e arrondissement van Parijs

Voor de eerste keer breidden op deze datum de rellen zich ook uit buiten Frankrijk: 5 auto's werden in brand gestoken in Sint-Gillis, een Brusselse voorstad bij het Zuidstation, en in Sint-Niklaas werd in een sociale woonwijk een auto in brand gestoken door 2 jongeren. Ook van 9 op 10 november gingen er in België nog 15 auto's in vlammen op. Verder waren er ook incidenten in Duitsland, Denemarken en Spanje.
Na het afkondigen van de noodtoestand op 8 november in de onrustige gebieden werd het mogelijk een avondklok in te stellen waardoor het geweld afnam.
In totaal zijn 9193 voertuigen in vlammen opgegaan tijdens de rellen van 2005.

## In de media
De Frans-Malinese filmregisseur Ladj Ly draaide meerdere films en documentaires over de rellen.